# Aidia cochinchinensis
Espèce
Synonymes
- Aidia cochinchinensis f. angustifolia (Makino) Honda[1]
- Aidia oxyodonta var. microdonta (Pit.) P.H.Ho[1]
- Fagraea cochinchinensis (Lour.) A.Chev.[1]
- Randia cochinchinensis (Lour.) Merr.[1] [2]
- Randia densiflora f. angustifolia Makino[1]
- Randia henryi E. Pritz.[2]
- Randia oxyodonta var. microdonta Pit.[1]

Aidia cochinchinensis est une espèce de plantes de la famille des Rubiaceae.